# Alessandro Gamberini
 (février 2011).
Si vous disposez d'ouvrages ou d'articles de référence ou si vous connaissez des sites web de qualité traitant du thème abordé ici, merci de compléter l'article en donnant les références utiles à sa vérifiabilité et en les liant à la section « Notes et références ».
Pour les articles homonymes, voir Gamberini.
Alessandro Gamberini (né le 27 août 1981 à Bologne) est un footballeur international italien, reconverti comme entraîneur.

## Biographie
Gamberini fait ses débuts en Série A avec Bologne FC 1909 lors de la saison 1999-2000. Il y jouera jusqu'en 2005. Cependant, lors de la saison 2002-03, il est prêté à Hellas Vérone. Il reviendra à Bologne la saison suivante alors que le club est relégué en Serie B.
Ce joueur est souvent pas très fair play, à l'image de son comportement contre le Sporting Portugal le 9 août 2009 où il a tiré le maillot de Liedson puis en est venu aux mains. Mais malgré ses mauvais gestes, il reste très apprécié du public de la Fiorentina.